# روش زندگی
روش زندگی (به هندی: Jeene Ki Raah) یا راه زندگی (به انگلیسی: Way of Life) فیلمی هندی محصول سال ۱۹۶۹ و به کارگردانی ال. وی پراساد است. در این فیلم بازیگرانی همچون جیتندرا، تانوجا، سانجیو کومار، منموهان کریشنا، دورگا کوته و کاران دوان ایفای نقش کرده‌اند.